# Nagy Csongor Zsolt
Nagy Csongor Zsolt (Sepsiszentgyörgy, 1975. december 21.– ) Kaszás Attila-díjas erdélyi magyar színész, szinkron- és reklámszínész, előadóművész.

## Életpálya
Elemi és középiskolai tanulmányait szülővárosában végezte. Szakmai tanulmányait 1994-től a Marosvásárhelyi Színművészeti Egyetemen végezte, színész szakon. 1998-ban diplomázott és egy évadra a sepsiszentgyörgyi Tamási Áron Színházhoz szerződött. 1999 és 2002 között, Parászka Miklós kettős igazgatása idején tagja Csíki Játékszín társulatának és a Szatmárnémeti Északi Színház Harag György Társulatának is. 
2002-ben, amikor a két társulat útjai elváltak, Nagy Csongor Zsolt a Harag György Társulat mellett döntött, amelynek 2011-ig volt egyik vezető színésze. Szakmai munkáját Harag György Emlékplakettel és Harag György-díjjal jutalmazta a társulat művészeti vezetése. Színészi tevékenysége mellett rádiósként is dolgozott, Rappert-Vencz Gáborral közösen vezette a szatmárnémeti City Rádió reggeli műsorát. Több erdélyi rádió számára készített reklámokat is.
Nagy Csongor Zsolt 2011. októberében Keresztes Attila akkori művészeti igazgató vezetési stílusa miatt több színésszel együtt elhagyta a Harag György Társulatot.
2012 óta szabadúszó előadóművészként, zenészként, szinkron- és reklámszínészként dolgozik, különböző kulturális szervezetekkel és sajtóorgánumokkal partnerségben, illetve a szatmárnémeti Kölcsey Ferenc Főgimnázium színjátszókörét vezeti.

## Szerepei[2][3]

### Színházi szerepei
- Titta-Nane, halász (Carlo Goldoni: Chioggiai csetepaté, r. Keresztes Attila)
- Vaknadály, a Tengerszem ura (Szilágyi Andor: Leánder és Lenszirom, r. Keresztes Attila)
- Horatio, Odrún (Fortinbras) (Kiss Csaba: Hazatérés Dániába, r. Albu István)
- Prozorov, Andrej Szergejevics (A.P. Csehov: Három nővér, r. Keresztes Attila)
- Göndör Sándor, szolgalegény (Tóth Ede: A falu rossza, r. Csurulya Csongor)
- Rică Venturiano (Ion Luca Caragiale: Zűrzavaros éjszaka, r. Árkosi Árpád)
- Edwin Lippert–Weilersheim herceg (Kálmán Imre: Csárdáskirálynő, r. Keresztes Attila)
- Tvorogov, Glafira udvarlója (Dosztojevszkij elbeszélése nyomán írta Láng György: Két férfi az ágy alatt, r. Csurulya Csongor)
- Paja (Munkácsy Miklós: Mindhalálig Beatles, r. Csurulya Csongor)
- Victor Emanuel Chandebise (Georges Feydeau: Bolha a fülben, r. Árkosi Árpád)
- Periu (Michel André-Fényes Szabolcs-Szenes Iván: Lulu, r. Czintos József)
- Piócás (Rideg Sándor – Timár Péter: Indul a bakterház, r. Árkosi Árpád)
- Baczúr Gazsi (Gaál József: A peleskei nótárius, r. Schlanger András)
- de la Coterie (Carlo Goldoni : Különös történet, r. Csurulya Csongor)
- Pali, agitátor (Háy János: A Senák, r. Lendvai Zoltán)
- Rendőr 2, Apa, Pincér (Hamvai Kornél: Márton partjelző fázik, r. Árkosi Árpád)
- Hale tiszteletes (Boszorkányhajsza, Arthur Miller Salemi boszorkányok című műve nyomán, r. Uray Péter)
- D.J.Kokó Jocó (Márai Sándor A szegények iskolája című műve alapján: A szegények iskolája, r. Árkosi Árpád)
- Micimackó (Karinthy Frigyes fordítása alapján: Róbert Gida és barátai, r. Márk Nagy Ágota)
- Tersánszky László (Szomory Dezső: Györgyike, drága gyermek, r. Lendvai Zoltán)
- Rudy, jazzkarmester (Szüle Mihály-Walter László-Harmath Imre: Egy bolond százat csinál, r. Parászka Miklós)
- Liliomfi (Szigligeti Ede: Liliomfi, r. Árkosi Árpád)ű
- Poins, Blunt (Falstaff, Shakespeare IV Henrik c.színműve alapján, r. Béres László)
- Damis (Molière: Tartuffe, r. Kövesdy István)
- Sátán (Egressy Zoltán: Portugál, r. Lendvai Zoltán)
- Bartay (Móricz Zsigmond: Búzakalász, r. Parászka Miklós)
- Jepihodov (Csehov: Cseresznyéskert, r. Árkosi Árpád)
- Herceg (Presser Gábor-Sztevanovity Dusán-Horváth Imre: A padlás, r. Horányi László)
- Divatárus (Molnár Ferenc: Egy, kettő, három, r. Parászka Miklós)
- Luigi del Soro (Vajda K.: Anconai szerelmesek, r. Andrei Mihalache)
- Tybalt (Shakespeare: Romeo és Júlia, r. Parászka Miklós)
- László király (Páskándi Géza: László, szent király, r. Parászka Miklós)
- Ludas Matyi (Fazekas Mihály-Móricz Zsigmond-Bessenyei István: Ludas Matyi Csíkországban, r. Bessenyei István)
- Fiú (Ivantcsits Tamás: A tékozló fiú, r. Buzogány Béla)
- Gálfi Bence (Tamási Áron: Ősvigasztalás, r. Bocsárdi László)

### Vendégjáték
- Gróf (Jean Anouilh: Ardele, avagy szeret nem szeret) – a gyergyószentmiklósi Figura Stúdió Színháznál.

### Filmszerepei
- Néző – Világszám (r. Koltai Róbert)
- Pista, pandúr – Pusztai szél (r. Horváth Z. Gergely)

## Díjai
- 2003 – Harag György Emlékplakett
- 2007 – Kisvárdai Várszínház alakítási díja
- 2010 – Harag György-díj
- 2018 – Kaszás Attila-díj[4]